# Văn học Slovakia
Văn hóa Slovakia là nền văn học của đất nước Slovakia.

## Lịch sử hình thành

### Trung Cổ
Những tác phẩm văn học đầu tiên đến từ lãnh thổ Slovakia được đưa vào quốc gia này ngày nay xuất phát từ thời Đại Moravia (từ năm 863 đến đầu thế kỉ 10). Các tác giả đến từ giai đoạn này gồm có Saint Cyril, Thánh Methodius và Clement của Ohrid. Các tác phẩm trong giai đoạn này đa phần viết về đề tài Cơ đốc giáo, gồm có: bài thơ Proglas là lời tựa cho bốn cuốn sách Phúc Âm, một phần bản dịch từ Kinh Thánh sang tiếng Slav Giáo hội cổ, Zakon sudnyj ljudem.
Thời kỳ trung cổ kéo dài từ thế kỉ 11 đến thế kỉ 15. Văn học trong giai đoạn này đuọc sáng tác bằng tiếng Latin, Séc và tiếng Séc bị Slovakia hóa. Lời thơ (cầu nguyện, các bài hát và thể thức) vẫn nằm dưới sự ảnh hưởng của Giáo hội, trong khi đó thơ ca sử thi chú trọng vào các truyền thuyết. Các văn sĩ trong giai đoạn này gồm có Johannes de Thurocz, tác giả cuốn Chronica Hungarorum và Maurus. Văn học thế tục cũng nổi lên và các biên niên sử được ra đời trong thời gian này.

### 1500-1650
Văn học mang bản sắc dân tộc lần đầu xuất hiện vào thế kỉ 16, muộn hơn nhiều so với nền văn học của các quốc gia khác. Tiếng latin là thứ ngôn ngữ viết thống trị vào thế kỉ 16. Bên cạnh các đề tài Giáo hội, các chủ đề xưa cũng có những bước phát triển, liên quan đến Hy Lạp và La Mã cổ đại. Cuốn sách in bằng tiếng Slovakia đầu tiên là The Book of Oaths (1561) của Vašek Zaleský. Một bài thơ tình ca đầu thời Phục Hưng của người Slovakia là tác phẩm sử thi vô danh Siládi and Hadmázi (1560), lấy bối cảnh cuộc xâm lăng của người Thổ Nhĩ Kỳ vào Trung Âu.
Juraj Tranovský đôi khi được gọi là cha đẻ của thánh ca Slovakia và đã phát hành nhiều tuyển tập thánh ca, tập thánh ca đầu tiên là Odarum Sacrarum sive Hymnorum Libri III bằng tiếng Latin vào năm 1629, nhưng tập quan trọng và nổi tiếng nhất của ông phải là Cithara Sanctorum (Lyre of the Saints), viết bằng tiếng Séc ra đời vào năm 1636 ở Levoča. Tập thánh ca ấy sau này đã hình thành nền tảng bài thánh ca Lutheran của Séc và Slovakia cho đến ngày nay. Trong bối cảnh ít ỏi tác phẩm văn học Slovakia, những bài thánh ca tiếng Slovakia của Tranovský đã trở thành nguồn tài liệu để nâng cao nhận thức tinh thần dân tộc.

### 1650-1780
Hugolín Gavlovič là tác giả của nhiều tác phẩm viết về tôn giáo, đạo đức và giáo dục bằng tiếng thổ ngữ Tây Slovakia, và là đại diện tiêu biểu của văn học baroque ở Slovakia. Tác phẩm nổi tiếng nhất của ông là Valašská škola, mravúv stodola, một tập thơ gồm 17,862 câu, cũng như nhiều câu ghép biến tấu.

### 1780-1840
Chủ nghĩa cổ điển Slovakia là một phần của phong trào tân cổ điển lớn ở châu Âu vào thời kỳ Khai Sáng. Sự nổi lên của chủ nghĩa dân tộc sau nhờ kết quả của cuộc cách mạng Pháp đã tạo nên sự phục hưng của tính dân tộc trong văn học. Cho đến giữa thế kỉ 19, tiếng Slovakia thường được viết dưới dạng tiếng Séc, nhưng với nhiều mức độ cải biên Slovakia khác nhau. Gramatica Slavika của Anton Bernolák đã sử dụng thổ ngữ Tây Slovakia làm hình thức chữ viết chuẩn, một bước chuyển cho tiếng Slovakia trong văn học hiện đại, nhưng sau cùng lại thất bại. Mặc dù vậy, những tác phẩm quan trọng được xuất bản sử dụng hệ thống chữ chuẩn của Bernolák, khởi đầu với cuốn Dúverná zmlúva medzi mňíchom a ďáblom của Juraj Fándly vào năm 1979 (tạm dịch: Hiệp ước thân mật giữa thầy tu và ác quỷ). Người Slovakia theo đạo Lutheran như Augustin Dolezal, Juraj Palkovič và Pavel Jozef Šafárik có xu hướng thích dùng một thứ ngôn ngữ và bản sắc phổ biến của Séc-Slovakia.
Tờ báo đầu tiên của Hungaru Magyar Hirmondó được xuất bản ở Pressburg (Bratislava) vào năm 1780, kế đến là tờ báo bằng tiếng Slovakia đầu tiên vào năm 1783, dù chỉ là một tạp chí phát hành ngắn hạn, Prešpurské Noviny vào năm 1783. Jozef Ignác Bajza nổi tiếng nhất với tiểu thuyết René mláďenca príhodi a skúsenosťi (nguyên tác, chính tả hiện đại René mládenca príhody a skúsenosti - 1784), là cuốn tiểu thuyết đầu tiên được viết bằng tiếng Slovakia. Sự thống nhất của Pan-Slav từng là khuôn mẫu cho nhiều bài thơ trong giai đoạn này. Tập thơ của Ján Kollár gồm 150 bài, Slávy Dcera, tôn vinh những lý tưởng của cộng đồng người pan-Slav ở ba khổ thơ, được đặt tên theo Saale, Elbe và Danube. Bài thơ sử thi Svätopluk của Jan Holly xuất bản vào năm 1833, từng được xem là văn bản quan trọng nhất của thời kỳ này.